# Jan Hejda
Jan Hejda (Praga, 18 giugno 1978) è un ex hockeista su ghiaccio ceco.

## Palmarès

### Mondiali
- 2 medaglie:
  - 1 oro (Austria 2005)
  - 1 argento (Lettonia 2006)